# L'advocat del terror
L'advocat del terror (títol original en francès: L'avocat de la terreur) és una pel·lícula documental francesa del 2007, produïda per Rita Dagher i dirigida per Barbet Schroeder. L'obra gira entorn del controvertit advocat Jacques Vergès i explora com aquest va assistir, a partir dels anys 1960, a les cèl·lules armades antiimperialistes que operaven a l'Àfrica, Europa i l'Orient Mitjà. La pel·lícula no conté narració i utilitza imatges d'arxiu, fotografies i entrevistes per impulsar la trama. Compta amb entrevistes al mateix Vergès, a persones implicades en la seva vida, i a persones que l'han investigat. L'obra no s'ha doblat al català, però sí subtitulat.
Entre els participants entrevistats hi ha els nacionalistes algerians Yacef Saadi, Zohra Drif, Djamila Bouhired i Abderrahmane Benhamida, els membres dels Khmer Rouges Nuon Chea i Khieu Samphan, els antics activistes d'extrema esquerra Hans-Joachim Klein i Magdalena Kopp, el terrorista Carlos el Xacal, l'advocada Isabelle Coutant, el neonazi Ahmed Huber, el polític palestí Bassam Abu Sharif, el polític libanès Karim Pakradouni, el dibuixant polític Siné, l'antic espia Claude Moniquet, el novel·lista i escriptor fantasma Lionel Duroy i el periodista d'investigació Oliver Schröm.
La pel·lícula es va estrenar a la secció Un Certain Regard al del Festival de Canes de 2007 i va guanyar premi al millor documental en la 33a edició dels premis César.

## Argument
Després d'un pròleg que mostra Vergès minimitzant les atrocitats dels khmers rojos i posant èmfasi en el paper dels Estats Units d'Amèrica en el genocidi cambodjà, la pel·lícula rememora la seva implicació de postguerra com a activista anticolonial i advocat del Front d'Alliberament Nacional (FLN) d'Algèria. Es representa en particular la seva lluita per l'alliberament de Djamila Bouhired. La pel·lícula destaca el paper no oficial dels advocats com a agents d'enllaç entre presos de la revolució algeriana i la tècnica de defensa original de Vergès, anomenada «estratègia de ruptura», en què l'advocat acusa la fiscalia del mateix delicte que l'acusat. A continuació, fa una crònica dels esforços de Vergès per actuar a favor dels fedaïns palestins.
La segona part intenta dilucidar què va fer Vergès durant els seus «anys desapareguts». Tot i reconèixer que Vergès tenia moltes ganes de participar en més esforços revolucionaris al Tercer Món, la investigació del director rebutja les afirmacions habituals que va passar aquests anys a la Kamputxea Democràtica de Pol Pot. Implica, en canvi, que va anar i tornar entre París i destinacions a l'estranger, amagant-se dels creditors i buscant diners. Es fan revelacions que abans d'amagar-se, i enmig de la crisi del Congo, se'l va pagar per a treure Moise Tshombe de la presó i que va desaparèixer sense haver-ho fet. La pel·lícula també suggereix que va treballar a la rereguarda per a la branca de Wadi Haddad del Front Popular per a l'Alliberament de Palestina (FPAP).
L'última part està dedicada al paper que va jugar als anys 1980 com a còmplice de Carlos el Xacal i Johannes Weinrich a l'Europa de l'Est, així com d'intermediari en les negociacions entre França i els terroristes recolzats per l'Iran. També inclou el famós judici contra Klaus Barbie, durant el qual Vergès va actuar com a advocat de Barbie i va tractar de desacreditar França en els seus càrrecs equiparant l'ocupació nazi de França amb el domini francès d'Algèria. La pel·lícula es tanca a principis dels anys 1990, amb Carlos sent segrestat per la intel·ligència francesa i amb la publicació d'arxius de l'Stasi que contenen proves de l'actitud de capa i espasa de Vergès durant l'última dècada, que va posar fi a les seves activitats.
Un punt clau del documental és la revelació del vincle entre Vergès i François Genoud, un nazi suís que va finançar moltes iniciatives antioccidentals a la segona part del segle xx, ja fossin de dretes, d'esquerres, laiques o islàmiques, incloses de nacionalistes algerianes i palestines, així com militants europeus d'extrema dreta i d'extrema esquerra. L'obra mostra com Vergès i Genoud van ser amics des dels anys 1960 fins als 1990 i que Vergès va defensar davant dels tribunals una sèrie de persones la defensa de les quals va ser finançada per Genoud, entre elles militants del FLN, Carlos el Xaval, Klaus Barbie, Bruno Bréguet i Magdalena Kopp.

## Recepció
La pel·lícula va rebre crítiques generalment favorables. A partir del 5 de gener de 2008, l'agregador de ressenyes Rotten Tomatoes va informar que el 85% de les crítiques van donar valoracions positives a la pel·lícula, basant-se en 40 d'elles. Metacritic va informar que la pel·lícula tenia una puntuació mitjana de 75 sobre 100, basada en 17 crítiques.
Kenneth Turan del Los Angeles Times la va nomenar la tercera millor pel·lícula del 2007 (juntament amb Into Great Silence), i J. Hoberman de The Village Voice la va nomenar la vuitena millor pel·lícula del 2007.
El director Wes Anderson va incloure la pel·lícula en una llista de pel·lícules recomanades al butlletí en línia Goop.